# Jean-François Amadieu
Jean-François Amadieu, né le 10 décembre 1957, est un professeur à l'université Paris I Panthéon-Sorbonne où il enseigne la sociologie et la gestion des ressources humaines (souvent présenté comme sociologue) français spécialiste des relations sociales au travail ainsi que des déterminants physiques de la sélection sociale. Il est le directeur de l'Observatoire des discriminations, qui procède à des testings afin de réaliser les premières mesures scientifiques des différentes discriminations l'embauche en France.